# Grzegorz Budny
Grzegorz Budny (ur. 1794 r. w Budnych-Sowiętach, zm. 22 kwietnia 1877 r.) – duchowny katolicki diecezji płockiej, długoletni proboszcz i dziekan w Przasnyszu.
Syn Macieja i Katarzyny z Bagińskich, dziedziców części wsi Budne-Sowięta w parafii Baranowo. Święcenia kapłańskie przyjął w 1819 r. Proboszcz parafii w Chorzelach, następnie w latach 1839–1877 proboszcz parafii św. Wojciecha w Przasnyszu. Od 1848 do 1856 r. prowadził odbudowę świątyni farnej, która po pożarze z 1792 r. przez ponad pół wieku pozostawała w ruinie. Odbudowa okazała się jednak nietrwała. Za pomoc niesioną ludności w czasie epidemii cholery w 1852 r. ks. Budny odznaczony został przez władze Orderem Św. Anny III klasy (1854).